# Deutscher Karikaturenpreis
Der Deutsche Karikaturenpreis ist ein übernationaler Wettbewerb für deutschsprachige Karikaturisten und Cartoonisten, der seit 2000 jährlich stattfindet und mit insgesamt 11.000 Euro Preisgeld dotiert ist.

## Strukturen
Veranstaltet wird der Wettbewerb von der Sächsischen Zeitung, die das Ereignis auch ursprünglich ins Leben rief. In den Jahren 2006 bis 2008 tat man das gemeinsam mit der Frankfurter Rundschau, bevor jene sich aus wirtschaftlichen Gründen wieder zurückzog. Seit 2016 trägt die Bremer Tageszeitung Weser-Kurier die Ausrichtung gleichberechtigt mit. Die Verleihung wird jährlich abwechselnd in Dresden und Bremen stattfinden. 2015 bewarben sich 218 Künstler aus Deutschland, Österreich und der Schweiz für den Karikaturenpreis.
Eine Jury wählt aus den Einreichungen zu einem jährlich wechselnden Motto fünf Gewinner aus. Sie werden mit dem „Geflügelten Bleistift“ in Gold, Silber und Bronze sowie als bester Newcomer und den Publikumsliebling ausgezeichnet. Der „Geflügelte Bleistift“ in Gold ist mit 4.000 Euro dotiert, der silberne mit 3.000, der bronzene mit 2.000 Euro und der Newcomer des Jahres erhält 1.000 Euro. Während der Ausstellung können die Besucher ihre Stimme für den Publikumspreis in die Waagschale werfen. Dieser ist ebenfalls mit 1.000 Euro dotiert.
Die Karikaturen können jeweils im Dezember und Januar in einer Ausstellung im Verlagsgebäude der Sächsischen Zeitung in Dresden respektive beim Weser-Kurier in Bremen angesehen werden. Zum 14. Deutschen Karikaturenpreis (2013) konnte mit 16.260 Schaulustigen ein Besucherrekord aufgestellt werden.
Die Preisverleihung im Jahr 2020 konnte aufgrund der geltenden Pandemiebestimmungen im Rahmen von COVID-19 zum ersten Mal nicht persönlich erfolgen, sondern wurde per Videokonferenz vollzogen.
Im Jahr 2022 hat die Preisverleihung zum Deutschen Karikaturenpreis erstmals in Düsseldorf stattgefunden. Neben der Sächsischen Zeitung und dem Weser-Kurier wurde die Rheinische Post als neuer Partner des Wettbewerbs präsentiert.

## Preisträger
2024: Motto: „Feierabend“ (1.221 Karikaturen von über 265 Zeichnern)
- Geflügelter Bleistift in Gold: Hauck & Bauer[4]
- Geflügelter Bleistift in Silber: George Riemann
- Geflügelter Bleistift in Bronze: Katharina Greve und Kai Flemming (punktgleich)
- Geflügelter Bleistift „Bester Newcomer“: Jens Eike Krüger

2023: Motto: „Daten sind auch nur Menschen“ (über 1.300 Karikaturen von über 300 Zeichnern)
- Geflügelter Bleistift in Gold: Bettina Bexte[5]
- Geflügelter Bleistift in Silber: Christina Salz
- Geflügelter Bleistift in Bronze: Oliver Ottitsch
- Geflügelter Bleistift „Beste Newcomerin“: Anna Luise Sturm
- Geflügelter Bleistift „Publikumspreis“: Christina Salz

2022: Motto: „Lass mich in Frieden“ (1.099 Karikaturen von 236 Zeichnern)
- Geflügelter Bleistift in Gold: Gymmick[6]
- Geflügelter Bleistift in Silber: Dominik Joswig
- Geflügelter Bleistift in Bronze: HUSE (Björn Ciesinski)
- Geflügelter Bleistift „Bester Newcomer“: Andreas Rohrböck
- Geflügelter Bleistift „Publikumspreis“: BURKH

2021: Motto: „Normal, aber anders“ (1.158 Karikaturen von 248 Zeichnern)
- Geflügelter Bleistift in Gold: Olaf Schwarzbach[7]
- Geflügelter Bleistift in Silber: Kai Flemming
- Geflügelter Bleistift in Bronze: Katharina Greve
- Geflügelter Bleistift „Beste Newcomerin“: Annika Frank
- Publikumspreis: Axel Prange

2020: Motto: „Weniger ist mehr“ (über 1.000 Karikaturen von 262 Zeichnern)
- Geflügelter Bleistift in Gold: Wolf-Rüdiger Marunde[9]
- Geflügelter Bleistift in Silber: Miriam Wurster
- Geflügelter Bleistift in Bronze: Ari Plikat
- Geflügelter Bleistift „Bester Newcomer“: Felix Gropper

2019: Motto: „Prima Klima!“ (1153 Karikaturen von 255 Zeichnern)
- Geflügelter Bleistift in Gold für die beste Einzelkarikatur des Wettbewerbs: Axel Bierwolf
- Geflügelter Bleistift in Silber: Mock
- Geflügelter Bleistift in Bronze: Kittihawk
- Geflügelter Bleistift „Bester Newcomer“: LAHS
- Geflügelter Bleistift „Publikumspreis“: Til Mette

2018: Motto: „Vorsicht, Heimat!“ (1045 Karikaturen von 227 Zeichnern)
- Geflügelter Bleistift in Gold für die beste Einzelkarikatur des Wettbewerbs: Greser & Lenz
- Geflügelter Bleistift für die beste Gesamtleistung: Til Mette
- Geflügelter Bleistift für eine besondere Leistung: Hauck & Bauer
- Geflügelter Bleistift „Beste Newcomerin“: Sabine Winterwerber
- Geflügelter Bleistift „Publikumspreis“: Bettina Bexte

2017: Motto: „Menschen sind auch keine Lösung!“ (1037 Karikaturen von 211 Zeichnern)
- Gesamtsieger: Frank Hoppmann
- Gesamtperformance: Tobias Hacker alias Gymmick
- Sonderpreis der Jury: Dagmar Gosejacob alias Stroisel
- Newcomer: Kai Flemming
- Publikumspreis: Roland Regge-Schulz alias Mario Lars

2016: Motto: „Bis hierhin und weiter!“
- Gold: Klaus Stuttmann
- Silber: Peter Butschkow
- Bronze: Bettina Bexte, Björn Karnebogen
- Publikumspreis: George Riemann

2015: Motto: „Wir sind ein Witz“ (976 Karikaturen von 218 Zeichnern)
- Gold: Reiner Schwalme
- Silber: Miriam Wurster
- Bronze: Wolf-Rüdiger Marunde
- Geflügelter Bleistift „Publikumspreis“: Karl-Heinz Brecheis

2014: Motto: „Wie krank ist das denn?!“
- Gold: Rudi Hurzlmeier
- Silber: Hauck & Bauer
- Bronze: Schilling & Blum
- Geflügelter Bleistift „Publikumspreis“: Barbara Henniger

2013: Motto: „Klickst du noch richtig?“ (776 Karikaturen von 172 Zeichnern)
- Gold: Beck
- Silber: Mock
- Bronze: Dorthe Landschulz
- Jugendpreis: George Riemann
- Geflügelter Bleistift „Publikumspreis“: Michael Holtschulte

2012: Motto: „Schluss mit Lustig!“
- Gold: Petra Kaster
- Silber: Uwe Krumbiegel
- Bronze: Olaf Schwarzbach alias OL
- Preis für das Lebenswerk: Barbara Henniger
- Publikumspreis: Denis Metz

2011: Motto: „Merkt doch keiner“
- Gold: Ioan Cozacu alias Nel
- Silber: Nicolas Mahler
- Bronze: Roland Regge-Schulz alias Mario Lars
- Preis für das Lebenswerk: F. W. Bernstein
- Publikumspreis: Mathias Hühn

2010: Motto: „Jetzt erst recht!“
- Gold: Rudi Hurzlmeier
- Silber: Hauck & Bauer
- Bronze: Mock
- Preis für das Lebenswerk: Reiner Schwalme
- Publikumspreis: Rainer Ehrt

2009: Motto: „Krise? Welche Krise?“
- Gold: Til Mette
- Silber: Dirk Meissner
- Bronze: Kittihawk (Christiane Lokar)
- Preis für das Lebenswerk: Walter Hanel
- Ilse-Bähnert-Preis: Christian Habicht
- Publikumspreis: Tetsche

2008: Motto: „Schneller, höher, weiter!“
- Gold: Burkhard Fritsche
- Silber: Franz Bierling
- Bronze: Adam Trepczynski
- Preis für das Lebenswerk: Marie Marcks
- Ilse-Bähnert-Preis: Regge vom Schulzenhof

2007: Motto: „Nach uns die Sintflut!“
- Gold: Beck
- Silber: Nicolas Mahler
- Bronze: Erik Liebermann
- Publikumspreis: Klaus Stuttmann
- Preis für das Lebenswerk: Hans Traxler

2006: Motto: „Geld oder Leben!“
- Gold: Barbara Henniger
- Silber: Ari Plikat
- Bronze: Burkhard Fritsche

2005: Motto: „Zur Sache Schätzchen!“
- Gold: Gerhard Glück
- Silber: Adam Trepczynski
- Bronze: Katz und Goldt

2004: Motto: „Prost Mahlzeit“
- Gold: Greser & Lenz
- Silber: Rudi Hurzlmeier
- Bronze: Martin Perscheid

2003: Motto: „Hauptsache billig!“
- Gold: Beck
- Silber: Peng (Günter Mayer)
- Bronze: Olaf Schwarzbach alias OL

2002: Motto: „Dumm gelaufen“
- Gold: Wolf-Rüdiger Marunde
- Silber: André Poloczek
- Bronze: Til Mette

2001: Motto: „Viva Europa!“
- Gold: Gerhard Haderer
- Silber: Gerhard Glück
- Bronze: Beck

2000: Motto: „Gibt es noch ein Leben hinter der Scheibe?“
- Gold: Gerhard Glück
- Silber: Matthias Sodtke
- Bronze: Reiner Schwalme